# Wiktor Iljitsch Bojarski

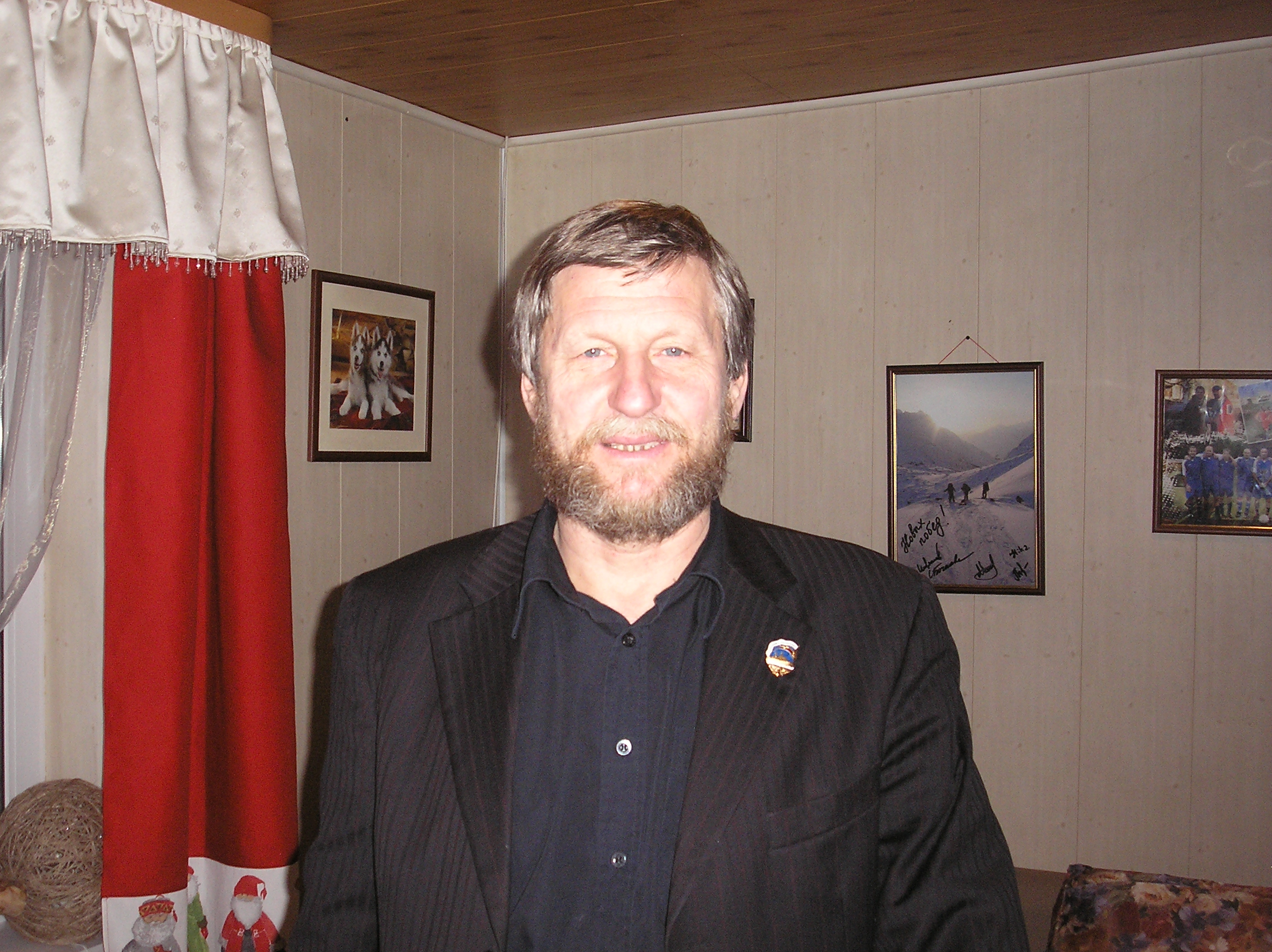
Wiktor Iljitsch Bojarski

Wiktor Iljitsch Bojarski (russisch Виктор Ильич Боярский; * 16. September 1950 in Schtscherbakow) ist ein sowjetisch-russischer Funktechniker und Polarforscher.

## Leben
Bojarski studierte am Leningrader Uljanow-Elektrotechnik-Institut mit Abschluss 1973 als Funktechniker. Darauf wurde er wissenschaftlicher Mitarbeiter des Arktischen und Antarktischen Forschungsinstituts (AANII).
Bojarski verteidigte 1983 mit Erfolg seine Dissertation über die Reflexion und Ausbreitung von Radarsignalen bei der Sondierung von Meereis für die Promotion zum Kandidaten der physikalisch-mathematischen Wissenschaften.
Bojarski nahm 1988 an der internationalen Grönland-Expedition teil. Zusammen mit Will Steger aus den USA durchquerte er auf Skiern mit Hundeschlitten Grönland von Süden nach Norden. Die über 2000 km lange Strecke wurde in 65 Tagen bewältigt. Die weiteren Teilnehmer der Grönland-Expedition waren Jean-Louis Étienne (Frankreich), Geoff Somers (Großbritannien), Keizo Funatsu (Japan) und Dahe Qin (China).
Die Grönland-Expedition war die Vorübung für die geplante Transantarktis-Expedition, die diese Gruppe 1989–1990 in Zusammenarbeit mit dem AANII durchführte. Die Gruppe startete am 26. Juli 1989 auf den Robbeninseln am Ostrand der Antarktischen Halbinsel. Am 11. Dezember 1989 erreichte die Gruppe die Amundsen-Scott-Südpolstation am Südpol und Anfang Februar 1990 die Wostok-Station. Das Ziel war die Mirny-Station, an der die Gruppe nach sieben Monaten am 3. März ankam.
In den Jahren 1992–1994 nahm Bojarski an drei Expeditionen auf Skiern mit Hundeschlitten in der kanadischen Arktis teil. Mit Will Steger organisierte er und leitete dann 1995 eine internationale Expedition von der Nordküste Sewernaja Semljas über das Treibeis des Arktischen Ozeans zur Nordküste Kanadas.
Bojarski wurde 1998 Direktor des St. Petersburger Arktis- und Antarktismuseums, ohne seine Arbeit im AANII aufzugeben.
Zwischen 1997 und 2010 leitete Bojarski mehr als 20 Ski-Expeditionen zum Nordpol. Seit 2007 leitet er die Expeditionstätigkeit des Eislagers Barneo.
Bojarski ist Vorsitzender der Polarkommission der Russischen Geographischen Gesellschaft (RGO) und der American Geographical Society, Vollmitglied der Tourismus-Akademie und Mitglied des russischen Schriftsteller-Verbands. 2016 gab er das Direktorenamt im  Arktis- und Antarktismuseum auf.

## Ehrungen, Preise
- Medaille des Verdienstordens für das Vaterland II. Klasse (2002)[2]
- Literatur-Preis Prawda – w more (2006)[10]
- B.-Wilkizki-Orden (2008)[1]
- Ehrenarbeiter des Hydrometeorologischen Dienstes (2008)[1]
- Russischer Ludvig-Nobel-Preis (2014)[11]
- Ehrenpolarforscher[4]